# Wuppertal Stingrays
Die Wuppertal Stingrays sind der einzige Baseballverein in Wuppertal. 1989 wurde dieser als American-Football-Club 1. AFC Wuppertal Greyhounds gegründet und die Baseball-Abteilung 1995 in Wuppertal Stingrays umbenannt.
Im Jahr 2000 errang die Jugendmannschaft die Vizemeisterschaft. Der größte Erfolg des Vereins war die Teilnahme der ersten Herrenmannschaft an der ersten Baseball-Bundesliga 2006. Trotz Klassenerhalt musste der Verein danach jedoch freiwillig in die Verbandsliga NRW wechseln, da zu viele Spieler studienbedingt ausschieden.
Neben zwei Herrenmannschaften und einer Damenmannschaft hat der Verein eine Jugend- und eine Schülermannschaft sowie ein Hobbyteam, die HitHunters. Gespielt wird in Wuppertal im Baseballpark Oberbergische Straße.
Im Jahr 2015 wurde der Sportplatz Grund aufgegeben und somit trainieren und spielen alle Mannschaften auf dem unteren Sportplatz an der Oberbergische Straße, dem Wuppertal Stingrays Ballpark.